# Metacyclops necessarius
Metacyclops necessarius – gatunek widłonoga z rodziny Cyclopidae. Nazwa naukowa tego gatunku skorupiaków została opublikowana w 1926 roku przez niemieckiego zoologa Friedricha Kiefera.